# Liga Amateur de Deportes de Lincoln
La Liga Amateur de Deportes de Lincoln es una de las Ligas Regionales de fútbol ubicada en la Provincia de Buenos Aires en la Argentina con sede en calle Estrada 12306 de la ciudad de Lincoln. Su jurisdicción comprende a los partidos de Lincoln y General Pinto.
La Liga está afiliada a la Asociación del Fútbol Argentino a través de su ente rector del fútbol indirectamente afiliado, el Consejo Federal del Fútbol Argentino. Esto permite a los campeones de la Liga competir en el Torneo Regional Federal Amateur, que representa la cuarta categoría del fútbol argentino y abre la vía para el ascenso a categorías que desembocan en la Primera División. Para la edición 2023/24 está clasificado el Club Atlético Argentino mediante licencia deportiva, mientras que el Club Atlético El Linqueño, ganador de uno de los cuatro ascensos de la edición 2022/23, está participando de la edición 2023 del Torneo Federal A.

## Historia
Los orígenes se remontan a 1902, cuando se fundó el club Argentinos Unidos, que algunos años después desapareció. Luego existió El Linqueño F.C, también desaparecido. La fundación de la liga data del 13 de septiembre de 1932, y su primer presidente fue Benito Magaggi. Sus clubes fundadores fueron Rivadavia, El Linqueño, Jorge Newbery, Argentino, Ferrocarril Oeste (desaparecido), Deportivo Lincoln (desaparecido), Sportivo y Recreativo (Arenaza), Atlético Roberts y Rivadavia de General Pinto. La Liga consiguió afiliación a la AFA en 1935.
El 23 de mayo de 1983, el Consejo Federal del Fútbol Argentino no autorizó la realización del Torneo Oficial por contar la Liga con menos de 6 equipos, lo cual derivó en la desafiliación de la misma. Esto dio como resultado el éxodo de equipos a otras Ligas como la Liga Deportiva del Oeste, la Liga Toldense de Fútbol y la hoy extinta Liga Ameghinense de Fútbol. Esta situación duró hasta el 8 de mayo de 1997.
La Selección de la Liga Amateur de Deportes realizó buenas campañas en los 60 y fue campeona de la Zona Norte Bonaererense del Campeonato Argentino Interligas en 1966, luego de vencer a su similar de Chivilcoy por 2 a 0 el 17 de julio de ese año. Previamente había sido semifinalista de la Zona Norte en 1964. Lincoln, representado por el Club Rivadavia, ganó dos veces la medalla de oro en fútbol de los torneos juveniles bonaerenses, en 2002 y en 2008.

### Clubes destacados
- Rivadavia: A nivel nacional Rivadavia, el "Decano de Lincoln", fundado el 22 de marzo de 1915, logró dos ascensos en Torneos del Consejo Federal (al Argentino B el 21 de mayo de 2005, al coronarse campeón del Torneo del Interior, y al Argentino A, el 25 de junio de 2006, al ganar la Promoción) y fue subcampeón provincial en su debut, en el Regional 1983/84, y en el Clausura 2007 del Argentino A. Siempre, en dos ciclos diferentes, dirigido por Juan Carlos Pírez, (nacido en Lincoln, el 3 de septiembre de 1952 y formado en 9 de julio), el DT más exitoso de la historia del fútbol local.
- El Linqueño: El Linqueño fue semifinalista del Argentino B en el 2006/2007,llegó a la Quinta Ronda en el 2003/2004 (siendo eliminando por penales por Desamparados de San Juan el 16 de mayo), jugó la Fase Final en el 2007/2008 y realizó una buena campaña en el 95/96, donde terminó segundo en la Segunda Etapa Clasificatoria, detrás de Mataderos (Necochea).

## Clubes registrados

### Clubes activos de fútbol masculino en 2024
Los siguientes clubes presentaron divisiones de fútbol masculino en el Torneo Primavera/Verano 2024:
| Equipo                                         | Ciudad          | Primera | Formativas              | Notas |
| ---------------------------------------------- | --------------- | ------- | ----------------------- | --- |
| Club Atlético Argentino                        | Lincoln         | Si      | 7° (A y B), 8°, 9°, 10° | También supo jugar en la extinta Liga Ameghinense de Fútbol y en la Liga Deportiva del Oeste. |
| Club Atlético El Linqueño                      | Lincoln         | Si      | 7°, 8°, 9°, 10°         | |
| Club Atlético Pasteur y Ferrocarril Oeste      | Lincoln         | Si      | 8°, 9°, 10°             | Participó además en la Federación Regional de Fútbol del Oeste, la Liga Ameghinense de Fútbol y la Liga del Oeste de Rivadavia.                                                                                 |
| Club Atlético Pintense                         | General Pinto   | Si      | 7°, 8°, 9°, 10°         | Participó además en la extinta Liga Ameghinense de Fútbol, en donde fue campeón. |
| Club Atlético Roberts                          | Roberts         | Si      | 7°, 10°                 | Participó además en la extinta Asociación de Foot-Ball del Oeste y en la extinta Liga Ameghinense de Fútbol. |
| Club Atlético San Martín                       | Roberts         | Si      | 7°, 9°, 10°             | Participó además en la extinta Liga Ameghinense de Fútbol, en donde fue campeón. |
| Club Atlético y Social El Triunfo (C.A.S.E.T.) | El Triunfo      | Si      | 7°, 8°, 9°, 10°         | Participó además en la extinta Asociación de Foot-Ball del Oeste, la Liga Toldense de Fútbol y la extinta Liga Ameghinense de Fútbol.                                                                           |
| Club Deportivo y Social Arenaza                | Arenaza         | Si      | 8°, 9°, 10°             | Previamente conocido como Club Social y Sportivo Fusionados, originado a partir de la fusión entre Sportivo y Recreativo de Arenaza y Club Social. También supo jugar en la extinta Liga Ameghinense de Fútbol. |
| Club Deportivo y Social de Lincoln San Miguel  | Lincoln         | Si      | -                       | |
| Club Juventud Unida                            | Lincoln         | Si      | 7°, 8°, 9°, 10°         | Participó además en la Liga Toldense de Fútbol y la extinta Liga Ameghinense de Fútbol. |
| Club Social y Deportivo General Pinto          | General Pinto   | Si      | 7°, 8°, 9°, 10°         | Originado de la fusión de los clubes Jorge Newbery, Círculo Social y Rivadavia. También supo jugar en la extinta Liga Ameghinense de Fútbol.                                                                    |
| Club Social y Deportivo Villa Francia          | Coronel Granada | Si      | 9°, 10°                 | Participó además en la extinta Liga Ameghinense de Fútbol. |

### Clubes inactivos
Los siguientes clubes han jugado en la Liga Amateur de Deportes, pero han sido desafiliados, han desaparecido o están jugando en otras ligas de la región.
| Equipo                                  | Ciudad                  | Estado       | Notas |
| --------------------------------------- | ----------------------- | ------------ | --- |
| Club Rivadavia                          | Lincoln                 | Desafiliado  | Uno de los equipos más galardonados de la ciudad, desde 1983 participa en la Liga Deportiva del Oeste.                   |
| Academia Javier Mascherano              | Lincoln                 | Desafiliado  | Fundado en 2020, participó de la temporada 2021 y el preparatorio 2022 antes de afiliarse a la Liga Deportiva del Oeste. |
| Club Atlético Las Toscas                | Las Toscas              | Desafiliado  | Desde 2024 participa en la Liga Casarense de Fútbol.                                                                     |
| Asociación Juventud Unida               | El Triunfo              | Desaparecido | Absorbido en el C.A.S.E.T.                                                                                               |
| Club Argentinos Unidos                  | Lincoln                 | Desaparecido | |
| Club Atlético Bayauca                   | Bayauca                 | Desafiliado  | También supo jugar en la Liga Toldense de Fútbol.                                                                        |
| Club Atlético Independiente             | Coronel Martínez de Hoz | Desafiliado  | Participó además en la Liga Casarense de Fútbol, en donde fue campeón.                                                   |
| Club Atlético Quiroga                   | Facundo Quiroga         | Desafiliado  | Milita en la Liga Nuevejuliense de Fútbol.                                                                               |
| Club Deportivo Lincoln                  | Lincoln                 | Desaparecido | |
| Club Ferrocarril Oeste                  | Lincoln                 | Desaparecido | |
| Club Jorge Newbery                      | Lincoln                 | Desafiliado  | Participa en otras disciplinas.                                                                                          |
| Club Juventus                           | Lincoln                 | Desafiliado  | |
| Club La Margarita                       | Roberts                 | Desaparecido | |
| Club Liberal Argentino                  | Facundo Quiroga         | Desafiliado  | |
| Club Sarmiento                          | Lincoln                 | Desaparecido | |
| Club Social Juventud Reginaldo Martínez | Lincoln                 | Desafiliado  | |
| Club Social Martínez de Hoz             | Coronel Martínez de Hoz | Desafiliado  | |
| Club Social y Deportivo Carlos Salas    | Lincoln                 | Desafiliado  | |
| Viamonte Fútbol Club                    | Los Toldos              | Desafiliado  | Milita en la Liga Toldense de Fútbol                                                                                     |

## Historial de campeones
Los siguientes son los campeones de todos los torneos oficiales disputados en la Liga:

### Por año
| Año  | Campeonato       | Ganador(es)           | Ciudad          |
| ---- | ---------------- | --------------------- | --------------- |
| 1932 | Único            | Rivadavia             | Lincoln         |
| 1933 | Único            | Rivadavia             | Lincoln         |
| 1934 | Único            | Rivadavia             | Lincoln         |
| 1935 | Único            | Argentino             | Lincoln         |
| 1936 | Único            | Rivadavia             | Lincoln         |
| 1937 | Único            | Argentino             | Lincoln         |
| 1938 | Único            | El Linqueño           | Lincoln         |
| 1939 | No se disputó    | No se disputó         | No se disputó   |
| 1940 | Único            | El Linqueño           | Lincoln         |
| 1941 | Único            | El Linqueño           | Lincoln         |
| 1942 | Único            | Atlético Roberts      | Roberts         |
| 1943 | Único            | Argentino             | Lincoln         |
| 1944 | Único            | El Linqueño           | Lincoln         |
| 1945 | Único            | Jorge Newbery         | Lincoln         |
| 1946 | Único            | Rivadavia             | Lincoln         |
| 1947 | Único            | Rivadavia             | Lincoln         |
| 1948 | Único            | Rivadavia             | Lincoln         |
| 1949 | Único            | Rivadavia             | Lincoln         |
| 1950 | Único            | Liberal Argentino     | Quiroga         |
| 1951 | Único            | Viamonte F.C.         | Los Toldos      |
| 1952 | Único            | Rivadavia             | Lincoln         |
| 1953 | Único            | El Linqueño           | Lincoln         |
| 1954 | Único            | El Linqueño           | Lincoln         |
| 1955 | Único            | Rivadavia             | Lincoln         |
| 1956 | Único            | El Linqueño           | Lincoln         |
| 1957 | Único            | El Linqueño           | Lincoln         |
| 1958 | Único            | El Linqueño           | Lincoln         |
| 1959 | Único            | Rivadavia             | Lincoln         |
| 1960 | Único            | C.A.S.E.T.            | El Triunfo      |
| 1961 | Único            | Viamonte F.C.         | Los Toldos      |
| 1962 | Único            | Rivadavia             | Lincoln         |
| 1963 | Único            | Rivadavia             | Lincoln         |
| 1964 | Único            | San Martín            | Roberts         |
| 1965 | Único            | Rivadavia             | Lincoln         |
| 1966 | Único            | Atlético Quiroga      | Quiroga         |
| 1967 | Único            | Atlético Quiroga      | Quiroga         |
| 1968 | Único            | Atlético Quiroga      | Quiroga         |
| 1969 | Único            | Atlético Las Toscas   | Las Toscas      |
| 1970 | Único            | Rivadavia             | Lincoln         |
| 1971 | Único            | El Linqueño           | Lincoln         |
| 1972 | Único            | San Martín            | Roberts         |
| 1973 | Único            | Rivadavia             | Lincoln         |
| 1974 | No se disputó    | No se disputó         | No se disputó   |
| 1975 | Confraternidad   | Confraternidad        | Confraternidad  |
| 1976 | Único            | El Linqueño           | Lincoln         |
| 1977 | Único            | Rivadavia             | Lincoln         |
| 1978 | Único            | Rivadavia             | Lincoln         |
| 1979 | Único            | El Linqueño           | Lincoln         |
| 1980 | Único            | El Linqueño           | Lincoln         |
| 1981 | Único            | El Linqueño           | Lincoln         |
| 1982 | Único            | Juventud Unida        | Lincoln         |
| 1983 | No se disputó    | No se disputó         | No se disputó   |
| 1984 | No se disputó    | No se disputó         | No se disputó   |
| 1985 | No se disputó    | No se disputó         | No se disputó   |
| 1986 | No se disputó    | No se disputó         | No se disputó   |
| 1987 | No se disputó    | No se disputó         | No se disputó   |
| 1988 | No se disputó    | No se disputó         | No se disputó   |
| 1989 | No se disputó    | No se disputó         | No se disputó   |
| 1990 | No se disputó    | No se disputó         | No se disputó   |
| 1991 | No se disputó    | No se disputó         | No se disputó   |
| 1992 | No se disputó    | No se disputó         | No se disputó   |
| 1993 | No se disputó    | No se disputó         | No se disputó   |
| 1994 | No se disputó    | No se disputó         | No se disputó   |
| 1995 | No se disputó    | No se disputó         | No se disputó   |
| 1996 | No se disputó    | No se disputó         | No se disputó   |
| 1997 | Único            | El Linqueño           | Lincoln         |
| 1998 | Apertura         | S. y D. Arenaza       | Arenaza         |
| 1998 | Clausura         | Atlético Roberts      | Roberts         |
| 1999 | Apertura         | El Linqueño           | Lincoln         |
| 1999 | Clausura         | Juventud Unida        | Lincoln         |
| 2000 | Único            | S. y D. Arenaza       | Arenaza         |
| 2001 | Apertura         | Atlético Roberts      | Roberts         |
| 2001 | Clausura         | Atlético Las Toscas   | Las Toscas      |
| 2002 | Apertura         | El Linqueño           | Lincoln         |
| 2002 | Clausura         | Pintense              | General Pinto   |
| 2003 | Apertura         | El Linqueño           | Lincoln         |
| 2003 | Clausura         | Argentino             | Lincoln         |
| 2004 | Apertura         | El Linqueño           | Lincoln         |
| 2004 | Clausura         | Argentino             | Lincoln         |
| 2004 | Primavera/Verano | Pintense              | General Pinto   |
| 2005 | Apertura         | El Linqueño           | Lincoln         |
| 2005 | Clausura         | Atlético Roberts      | Roberts         |
| 2005 | Primavera/Verano | San Martín            | Roberts         |
| 2006 | Único            | Villa Francia         | Coronel Granada |
| 2007 | Clausura         | Deportivo Gral. Pinto | General Pinto   |
| 2008 | Apertura         | Villa Francia         | Coronel Granada |
| 2008 | Clausura         | El Linqueño           | Lincoln         |
| 2009 | Apertura         | Pintense              | General Pinto   |
| 2009 | Clausura         | San Martín            | Roberts         |
| 2009 | Primavera/Verano | Deportivo Gral. Pinto | General Pinto   |
| 2010 | Apertura         | El Linqueño           | Lincoln         |
| 2010 | Clausura         | C.A.S.E.T.            | El Triunfo      |
| 2011 | Único            | El Linqueño           | Lincoln         |
| 2012 | Apertura         | Atlético Las Toscas   | Las Toscas      |
| 2012 | Clausura         | Argentino             | Lincoln         |
| 2012 | Primavera        | El Linqueño           | Lincoln         |
| 2012 | Verano           | Pintense              | General Pinto   |
| 2013 | Apertura         | El Linqueño           | Lincoln         |
| 2013 | Clausura         | Atlético Bayauca      | Bayauca         |
| 2014 | Apertura         | El Linqueño           | Lincoln         |
| 2014 | Clausura         | Pintense              | General Pinto   |
| 2014 | Primavera/Verano | El Linqueño           | Lincoln         |
| 2015 | Apertura         | El Linqueño           | Lincoln         |
| 2015 | Clausura         | Deportivo Gral. Pinto | General Pinto   |
| 2015 | Primavera/Verano | Pintense              | General Pinto   |
| 2016 | Apertura         | El Linqueño           | Lincoln         |
| 2016 | Clausura         | Atlético Roberts      | Roberts         |
| 2016 | Primavera/Verano | El Linqueño           | Lincoln         |
| 2017 | Apertura         | San Martín            | Roberts         |
| 2017 | Clausura         | El Linqueño           | Lincoln         |
| 2017 | Primavera/Verano | Argentino             | Lincoln         |
| 2018 | Apertura         | Atlético Roberts      | Roberts         |
| 2018 | Clausura         | Atlético Roberts      | Roberts         |
| 2018 | Primavera/Verano | San Martín            | Roberts         |
| 2019 | Apertura         | El Linqueño           | Lincoln         |
| 2019 | Clausura         | El Linqueño           | Lincoln         |
| 2019 | Primavera/Verano | El Linqueño           | Lincoln         |
| 2020 | No se disputó    | No se disputó         | No se disputó   |
| 2021 | Apertura         | El Linqueño           | Lincoln         |
| 2022 | Verano           | Argentino             | Lincoln         |
| 2022 | Apertura         | Atlético Bayauca      | Bayauca         |
| 2022 | Clausura         | El Linqueño           | Lincoln         |
| 2022 | Primavera/Verano | El Linqueño           | Lincoln         |
| 2023 | Apertura         | Juventud Unida        | Lincoln         |
| 2023 | Clausura         | Juventud Unida        | Lincoln         |
| 2023 | Primavera/Verano | El Linqueño           | Lincoln         |
| 2024 | Apertura         | Villa Francia         | Coronel Granada |
| 2024 | Clausura         | Deportivo Gral. Pinto | General Pinto   |
| 2024 | Primavera/Verano | En disputa            | En disputa      |

### Por club vencedor
| Equipo                                                    | Ciudad                                                    | Total | Campeonatos |
| --------------------------------------------------------- | --------------------------------------------------------- | ----- | --- |
| El Linqueño                                               | Lincoln                                                   | 38    | 1938, 1940, 1941, 1944, 1953, 1954, 1956, 1957, 1958, 1971, 1976, 1979, 1980, 1981, 1997, 1999 (apertura), 2002 (apertura), 2003 (apertura), 2004 (apertura), 2005 (apertura), 2008 (clausura), 2010 (apertura), 2011, 2012 (primavera), 2013 (apertura), 2014 (apertura), 2014 (primavera/verano), 2015 (apertura), 2016 (apertura), 2016 (primavera/verano), 2017 (clausura), 2019 (apertura), 2019 (clausura), 2019 (primavera/verano), 2021 (apertura), 2022 (clausura), 2022 (primavera/verano), 2023 (primavera/verano) |
| Rivadavia                                                 | Lincoln                                                   | 18    | 1932, 1933, 1934, 1936, 1946, 1947, 1948, 1949, 1952, 1955, 1959, 1962, 1963, 1965, 1970, 1973, 1977, 1978 |
| Argentino                                                 | Lincoln                                                   | 8     | 1935, 1937, 1943, 2003 (clausura), 2004 (clausura), 2012 (clausura), 2017 (primavera/verano), 2022 (verano) |
| Atlético Roberts                                          | Roberts                                                   | 7     | 1942, 1998 (clausura), 2001 (apertura), 2005 (clausura), 2016 (clausura), 2018 (apertura), 2018 (clausura) |
| Pintense                                                  | General Pinto                                             | 6     | 2002 (clausura), 2004 (primavera/verano), 2009 (apertura), 2012 (verano), 2014 (clausura), 2015 (primavera/verano) |
| San Martín                                                | Roberts                                                   | 6     | 1964, 1972, 2005 (primavera/verano), 2009 (clausura), 2017 (apertura), 2018 (primavera/verano) |
| Deportivo Gral. Pinto                                     | General Pinto                                             | 4     | 2007 (clausura), 2009 (primavera/verano), 2015 (clausura), 2024 (clausura) |
| Juventud Unida                                            | Lincoln                                                   | 4     | 1982, 1999 (clausura), 2023 (apertura), 2023 (clausura) |
| Atlético Quiroga                                          | Quiroga                                                   | 3     | 1966, 1967, 1968 |
| Atlético Las Toscas                                       | Las Toscas                                                | 3     | 1969, 2001 (clausura), 2012 (apertura) |
| Villa Francia                                             | Coronel Granada                                           | 3     | 2006, 2008 (apertura), 2024 (apertura) |
| S. y D. Arenaza                                           | Arenaza                                                   | 2     | 1998 (apertura), 2000 |
| Atlético Bayauca                                          | Bayauca                                                   | 2     | 2013 (clausura), 2022 (apertura) |
| C.A.S.E.T.                                                | El Triunfo                                                | 2     | 1960, 2010 (clausura) |
| Viamonte F.C.                                             | Los Toldos                                                | 2     | 1951, 1961 |
| Jorge Newbery                                             | Lincoln                                                   | 1     | 1945 |
| Liberal Argentino                                         | Quiroga                                                   | 1     | 1950 |
| Campeonatos desiertos/sin resolución/años sin campeonatos | Campeonatos desiertos/sin resolución/años sin campeonatos | 16    | 1939, 1983, 1984, 1985, 1986, 1987, 1988, 1989, 1990, 1991, 1992, 1993, 1994, 1995, 1996, 2020 |

### Torneos interligas
| Edición                                  | Ligas organizadoras | Campeón            | Ciudad          |
| ---------------------------------------- | --- | ------------------ | --------------- |
| 1974 Torneo Confraternidad Lincoln-Vedia | Liga Amateur de Deportes de Lincoln, Liga Deportiva Central Vedia                                                                        | Leandro N. Alem    | Leandro N. Alem |
| 1975 Torneo Confraternidad Lincoln-Vedia | Liga Amateur de Deportes de Lincoln, Liga Deportiva Central Vedia                                                                        | Martín D. Yrigoyen | Leandro N. Alem |
| 2007 Torneo Lincoln / Vedia              | Liga Amateur de Deportes de Lincoln, Liga Deportiva Central Vedia                                                                        | Villa Francia      | Coronel Granada |
| 2015 Torneo de las Tres Ligas            | Liga Amateur de Deportes de Lincoln, Liga Deportiva de Fútbol de Rojas, Liga Deportiva de General Arenales, Liga Deportiva Central Vedia | El Linqueño        | Lincoln         |